# Kalenica (budownictwo)

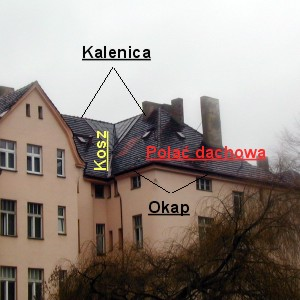
Części dachu

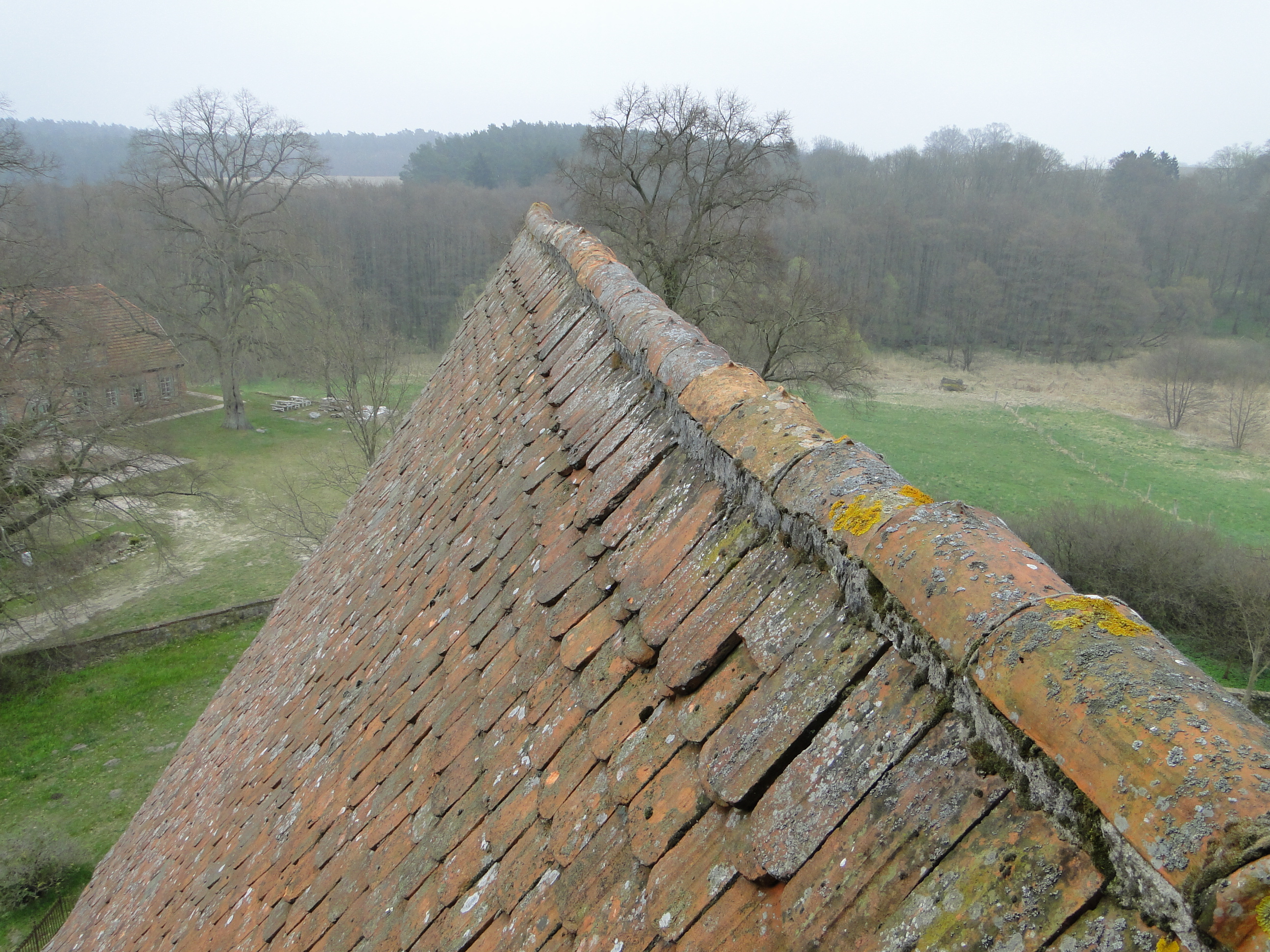
Kalenica

Kalenica inaczej kipa, warst, wierch, linia szczytowa – krawędź dachu utworzona na przecięciu połaci dachowych. 
Najwyższa kalenica powstała na przecięciu górnych krawędzi połaci to tzw. kalenica główna, podczas gdy linie przecięcia skośnych krawędzi połaci tworzą tzw. kalenice narożne oraz tzw. kosze. 
Nazwa staropolska, pochodzi od czynności „skalania” czyli łączenia słomy maczanej w rozrobionej glinie i układanej na grzbiecie dachu w celu uzyskania większej szczelności strzechy.